# Winnie Harlow
Winnie Harlow, artiestennaam van Chantelle Whitney Brown-Young (Mississauga, 27 juli 1994), is een Canadees model. Ze heeft de huidziekte vitiligo en liep als eerste model met deze ziekte de modeshow van lingeriemerk Victoria's Secret.

## Biografie
Op vierjarige leeftijd werd de diagnose vitiligo gesteld bij Harlow. Als gevolg daarvan werd ze als kind veel gepest en werd ze uitgescholden als 'koe' en 'zebra'. Ze wisselde regelmatig van school, haalde haar diploma niet en overwoog zelfmoord te plegen.
De ommekeer kwam in 2014 toen ze op sociale media werd ontdekt door supermodel Tyra Banks, waarna ze een van de finalisten werd van het 21ste seizoen van het televisieprogramma America's Next Top Model. Na de uitzendingen ging ze aan de slag als model en liep ze shows voor merken als Desigual en Diesel.
Als eerste model met vitiligo liep ze in 2018 een modeshow voor Victoria's Secret. Ze is open over haar ziekte en hoopt daarmee het taboe wat erop ligt te doorbreken.
In 2025 sprak Harlow de stem in van Noni voor de aflevering "Into the Lion's Den" van de Disney+-animatieserie Eyes of Wakanda binnen het Marvel Cinematic Universe.

## Privé
Harlow heeft sinds 2020 een relatie met basketballer Kyle Kuzma.